# Talavera (Nueva Ecija)
Talavera ist eine philippinische Stadtgemeinde in der Provinz Nueva Ecija. Sie hat 124.829 Einwohner (Zensus am 1. August 2015).
Talavera grenzt an Cabanatuan City und Santo Domingo.

## Baranggays
Talavera ist politisch unterteilt in 53 Baranggays.
| - Andal Alino (Pob.) - Bagong Sikat - Bagong Silang - Bakal I - Bakal II - Bakal III - Baluga - Bantug - Bantug Hacienda - Bantug Hamog (Basang Hamog) - Bugtong na Buli - Bulac - Burnay - Calipahan - Campos - Casulucan Este - Collado - Dimasalang Norte | - Dimasalang Sur - Dinarayat - Esguerra District (Pob.) - Gulod - Homestead I - Homestead II - Cabubulaonan - Caaniplahan - Caputican - Kinalanguyan - La Torre - Lomboy - Mabuhay - Maestrang Kikay (Pob.) - Mamandil - Marcos District (Pob.) - Purok Matias (Pob.) - Matingkis | - Minabuyoc - Pag-asa (Pob.) - Paludpod - Pantoc Bulac - Pinagpanaan - Poblacion Sur - Pula - Pulong San Miguel (Pob.) - Sampaloc - San Miguel na Munti - San Pascual - San Ricardo - Sibul - Sicsican Matanda - Tabacao - Tagaytay - Valle |